# 하이 컬처
한 사회에서 하이 컬처(high culture) 또는 고급 문화는 사회 전체가 모범적인 예술 작품으로 존중하는 미적 가치를 지닌 문화적 대상과 그 사회가 그 문화를 대표한다고 여기는 문학, 음악, 역사, 철학을 포괄한다.
일반적으로 하이 컬처라는 용어는 상류층(귀족)이나 신분 계급(인텔리겐치아)의 문화를 지칭한다. 또한 "하이 컬처"는 사회 계층 체계를 초월하는 광범위한 지식과 전통(민속 문화)의 공통된 저장소를 의미하기도 한다. 사회학적으로 이 용어는 "저급 문화"와 대조되는데, 저급 문화는 야만인, 속물, 대중(hoi polloi)과 같은 저학력 사회 계층의 특징적인 대중문화 형태를 포함하지만, 상류 계급 또한 저급 문화를 향유하는 경우가 매우 많다.
매슈 아널드는 1869년 저서 『문화와 무정부』에서 "하이 컬처"라는 용어를 처음 사용했다. 서문에서 "문화"는 "세상에서 말해지고 생각된 최고의 것을 알기 위한" 노력으로 추구하고, 얻고, 달성하는 "인간의 완벽함을 향한 사심 없는 노력"으로 정의된다. 이러한 정의에는 철학도 포함된다. 더욱이 고급문화에서 제시되는 미학 철학은 도덕적, 정치적 선을 위한 원동력이다. 비판적으로, "고급문화"라는 용어는 "대중문화" 인 "저급문화" 용어와 대조된다.
T. S. 엘리엇은 『문화의 정의에 대한 노트』(1948)에서 고급문화와 대중문화가 사회 문화의 필수적이고 상호 보완적인 부분이라고 기술한다. 리차드 호가트는 『문학의 활용』(1957)에서 노동자 계층이 대학에서 사회적 상향 이동을 촉진하는 문화적 소양을 습득하는 사회학적 경험을 제시한다. 미국에서는 해럴드 블룸과 F. R. 리비스가 서구 문학의 정전을 통해 고급문화의 정의를 추구했다. 미디어 이론가 스티븐 존슨은 대중 문화와 달리 "고전, 그리고 곧 고전이 될 작품들은 그 자체로 그것을 만들어낸 문화 체계에 대한 설명과 묘사"이며, "대중 문화가 고급 예술과 다른 중요한 점"은 대중 문화의 개별 작품이 그것을 만들어낸 더 광범위한 문화적 추세보다 덜 흥미롭다는 점이라고 기술한다.

## 같이 보기
- 빌둥
- 문화학 (사회과학)
- 미술
- 보편 지식
- 오스발트 슈펭글러